# Байгул (Карагандинская область)
Байгул (каз. Байғұл) — село в Жанааркинском районе Карагандинской области Казахстана. Входит в состав сельского округа им. Мукажана. В селе есть железнодорожная станция. Код КАТО — 354441200.

## Население
В 1999 году население села составляло 243 человека (128 мужчин и 115 женщин). По данным переписи 2009 года, в селе проживало 256 человек (114 мужчин и 142 женщины).